# Berger cantador
El berger cantador ("Bergischer Kräher"), también conocido como Cantadora de Berg, es la raza más antigua de pollo alemán, que pertenece a las razas cantoras y es originaria de la región "Bergisches Land". En Alemania esta raza se considera en peligro de extinción. 

## Características
El berger cantador es un tipo de pollo paisano, conocido por el canto muy prolongado del gallo. Hoy en día solo hay una única variedad, la de color negro moteado de dorado, la cresta es sencilla, las patas son de color gris-azul y la figura es proporcionada y erigida. Típico es el borde de las plumas, la Dobbelung. Las gallinas ponen huevos blancos, del orden de 120 a 150 al año .

## Concurso de canto
Los criadores organizan anualmente desde 1924 un concurso de canto, en el que registran la duración del canto.